# Theloderma nagalandense
Espèce
Statut de conservation UICN

 DD  : Données insuffisantes
Theloderma nagalandense est une espèce d'amphibiens de la famille des Rhacophoridae.

## Répartition
Cette espèce est endémique de l'État de Nagaland en Inde. Elle n'est connue que dans sa localité type, Tseminyu, à 1 421 m d'altitude,.

## Étymologie
Son nom d'espèce, composé de nagaland et du suffixe latin -ense, « qui vit dans, qui habite », lui a été donné en référence au lieu de sa découverte, l'État de Nagaland.

## Publication originale
- Orlov, Dutta, Ghate & Kent, 2006 : « New species of Theloderma from Kon Tum Province (Vietnam) and Nagaland State (India) [Anura: Rhacophoridae] ». Russian Journal of Herpetology, vol. 13, no 2, p. 135-154 (lire en ligne).